# Дубаневицька сільська рада
Дубаневицька сільська рада  — колишній орган місцевого самоврядування у Городоцькому районі Львівської області з центром у с. Дубаневичі.

## Загальні відомості
Історична дата утворення: в 1993 році. Водоймища на території, підпорядкованій даній раді: річка Вишенька.

## Населені пункти
Сільраді були підпорядковані населені пункти:
- с. Дубаневичі

## Склад ради
- Сільський голова: Іванів Галина Іванівна
- Секретар сільської ради: Іванчук Леся Василівна
- Головний бухгалтер: Стельмах Люба Андріївна
- Загальний склад ради: 16 депутатів

### Керівний склад ради
| ПІБ                    | Основні відомості                                                 | Дата обрання | Дата звільнення |
| ---------------------- | ----------------------------------------------------------------- | ------------ | --------------- |
| Іванів Ганна Іванівна  | Сільський голова, 1967 року народження, освіта, позапартійна      | 26.03.2006   | 31.10.2010      |
| Іванів Галина Іванівна | Сільський голова, 1967 року народження, освіта вища, позапартійна | 31.10.2010   |                 |

Примітка: таблиця складена за даними джерела

### Депутати
Результати місцевих виборів 2010 року за даними ЦВК
| № зп                                                | № округу                                            | Прізвище, ім'я, по батькові                         | Дата визнання обраним                               | Відомості про обраного депутата                                                                            |
| Політична партія Всеукраїнське об’єднання "Свобода" | Політична партія Всеукраїнське об’єднання "Свобода" | Політична партія Всеукраїнське об’єднання "Свобода" | Політична партія Всеукраїнське об’єднання "Свобода" | Політична партія Всеукраїнське об’єднання "Свобода"                                                        |
| --------------------------------------------------- | --------------------------------------------------- | --------------------------------------------------- | --------------------------------------------------- | --- |
| 1                                                   | 6                                                   | Швець Леся Михайлівна                               | 03.11.2010                                          | Освіта вища, член Всеукраїнського об’єднання "Свобода", Самбірська СП, зуботехнік                          |
| 2                                                   | 7                                                   | Ільків Володимир Дмитрович                          | 03.11.2010                                          | Освіта середня, член Всеукраїнського об’єднання "Свобода", ТзОВ Міськбутманоліт, начальник дільниці        |
| 3                                                   | 9                                                   | Хамець Іван Михайлович                              | 03.11.2010                                          | Освіта середня, член Всеукраїнського об’єднання "Свобода"                                                  |
| 4                                                   | 10                                                  | Голубець Петро Васильович                           | 03.11.2010                                          | Освіта середня, член Всеукраїнського об’єднання "Свобода"                                                  |
| Самовисування                                       |                                                     |                                                     |                                                     | |
| 1                                                   | 1                                                   | Іванчук Михайло Петрович                            | 03.11.2010                                          | Освіта вища, позапартійний, фельдшерсько-акушерський пункт с. Дубаневичі, фельдшер                         |
| 2                                                   | 2                                                   | Блащук Петро Іванович                               | 03.11.2010                                          | Освіта середня, позапартійний, Дубаневицька загальноосвітня школа, робітник по ремонту                     |
| 3                                                   | 3                                                   | Баб’як Михайло Михайлович                           | 03.11.2010                                          | Освіта вища, позапартійний, Львівська залізниця, провідник                                                 |
| 4                                                   | 4                                                   | Шур Михайло Іванович                                | 03.11.2010                                          | Освіта середня, член Всеукраїнського об’єднання "Батьківщина", Дубаневицька загальноосвітня школа, завгосп |
| 5                                                   | 5                                                   | Стельмах Люба Андріївна                             | 03.11.2010                                          | Освіта вища, позапартійна, Дубаневицька сільська рада, головний бухгалтер                                  |
| 6                                                   | 8                                                   | Кабан Михайло Йосифович                             | 03.11.2010                                          | Освіта середня, позапартійний, БУ-1 Львівської залізниці, столяр-тесляр                                    |
| 7                                                   | 11                                                  | Кіт Сергій Тарасович                                | 03.11.2010                                          | Освіта вища, позапартійний                                                                                 |
| 8                                                   | 12                                                  | Іванчук Леся Василівна                              | 03.11.2010                                          | Освіта вища, позапартійна, Дубаневицька сільська рада, секретар                                            |
| 9                                                   | 13                                                  | Тишкун Віталій Віталійович                          | 03.11.2010                                          | Освіта середня, позапартійний                                                                              |
| 10                                                  | 14                                                  | Капиця Теодор Васильович                            | 03.11.2010                                          | Освіта середня, член Народного Руху України за єдність                                                     |
| 11                                                  | 15                                                  | Уніят Ярослав Михайлович                            | 03.11.2010                                          | Освіта вища, позапартійний, фельдшерсько-акушерський пункт с. Дубаневичі, фельдшер                         |
| 12                                                  | 16                                                  | Сабуров Мар’ян Азаметович                           | 03.11.2010                                          | Освіта середня, позапартійний                                                                              |